# Flipperventil
Ein Flipperventil ist ein mediengetrenntes 2/2- oder 3/2-Wege Ventil, bei dem eine drehend gelagerte und mit einem Elastomer umhüllte Metallzunge („Flipper“) den Ventilsitz öffnet und verschließt. 

## Eigenarten der Konstruktion
Flipperventile sind typischerweise Magnetventile, welche in Anwendungen zum Einsatz kommen, bei denen Durchflüsse im µl- oder ml-Bereich geregelt oder gesteuert werden. Die Trennung von Antrieb und Medium ermöglicht Anwendungen, bei denen Kontaminationsfreiheit gefordert ist oder chemisch aggressive Fluide eingesetzt werden. Dabei kommen in der Regel nur ausgewählte inerte Werkstoffe in Berührung mit dem Medium. 
Flipperventile sind vergleichsweise unempfindlich gegenüber Druckstößen und widerstehen auch hohen Rückdrücken. Der Grund dafür ist die reduzierte Fläche, die mit dem Mediumsdruck beaufschlagt wird. Im Unterschied zu Membranventilen entfällt zudem das Walken der Membran, was in geringerem Verschleiß und somit einer deutlich erhöhten Lebensdauer resultiert. 
Die geringe zu bewegende Masse von Flipperelementen resultiert zudem in einer geringeren Leistungsaufnahme des Ventils und ermöglicht ein hoch reproduzierbares und sehr schnelles Schalten. Des Weiteren wird beim Umschalten quasi kein Druckimpuls erzeugt, wodurch der bei Membranventilen bekannte Pumpeffekt deutlich minimiert wird. Daher sind Flipperventile besonders für präzise Dosieraufgaben geeignet. 
Die Abmessungen des Ventils können äußerst gering gehalten werden. So hat das aktuell kleinste Flipperventil eine Baubreite von lediglich 4,5 mm.

## Vorteile
Ein Flipperventil
- Arbeitet nahezu pulsationsfrei
- Hat besonders kurze und reproduzierbare Schaltzeiten
- Benötigt sehr wenig Leistung
- Hat eine sehr hohe Lebensdauer
- Ist unempfindlich gegenüber Rückdruck und
- Ist auch für chemisch aggressive Medien einsetzbar.

## Nachteile
Ein Flipperventil
- Hat tendenziell ein größeres internes Volumen als ein Wippenventil
- Wird oft fälschlicherweise als schlecht spülbar assoziiert; mit Hilfe neuer Konstruktionshilfen wie z. B. FEM Berechnungen konnte dies jedoch beispielsweise mit dem Bürkert Flipperventil Typ  6650 jedoch widerlegt werden. Nach heutigem Stand muss geschlussfolgert werden, dass für die Spülbarkeit von mediengetrennten Ventilen das interne Volumen nicht das alleinige und ausschließliche Kriterium darstellt, sondern stattdessen Parameter wie internes Design, Oberflächengüte, Material u. a. mindestens ebenso bestimmend sind.

## Erklärung der Funktionsweise eines Flipperventils

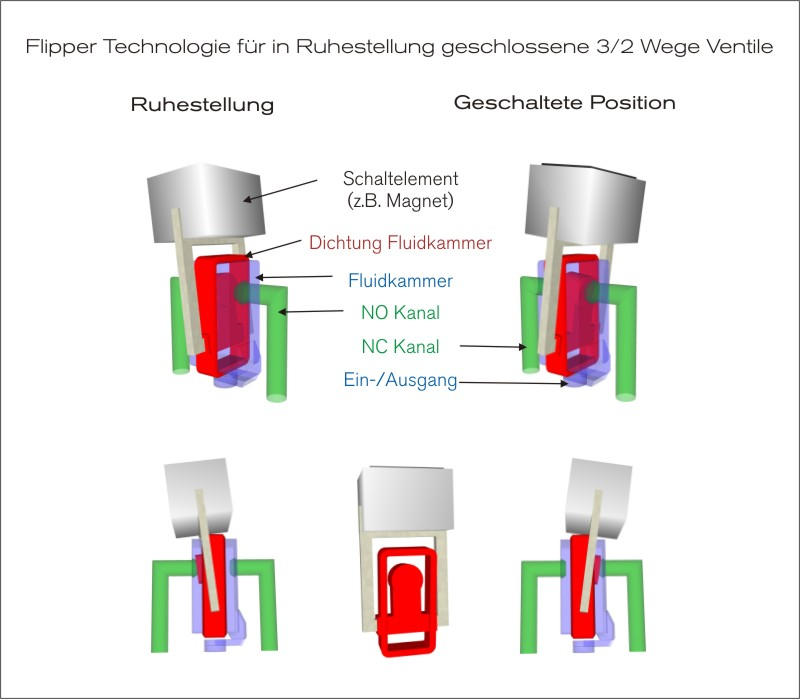
Flipperventil

In der Ruhestellung wird der NC-Sitz bzw. der NC-Kanal durch das Flipperelement geschlossen. Das Medium kann jetzt durch den Ein-/Ausgang in den NO-Sitz/Kanal fließen. Zieht das Ventil an und wechselt das Flipperelement in die geschaltete Position wird der NC-Kanal geöffnet und der NO-Kanal geschlossen. Das Medium kann jetzt vom Ein-/Ausgang in den NC-Kanal fließen.  
Für die 2/2-Wege Funktion wird der NO Kanal nicht verwendet bzw. ist nicht existent.   